# Meringis disparalis
Meringis disparalis är en loppart som beskrevs av Eads 1979. Meringis disparalis ingår i släktet Meringis och familjen mullvadsloppor. Inga underarter finns listade i Catalogue of Life.